# Nuoto ai campionati europei di nuoto 2024 - Staffetta 4x100 metri stile libero maschile
La gara della staffetta 4x100 metri stile libero maschile dei campionati europei di nuoto 2024 si è svolta il 20 giugno 2024 presso il Centro Sportivo Milan Gale Muškatirović di Belgrado.

## Podio
| Pos.    | Nazione | Atleta |
| ------- | ------- | --- |
| Oro     | Serbia  | Velimir Stjepanović Nikola Aćin Justin Cvetkov Andrej Barna                                                    |
| Argento | Polonia | Mateusz Chowaniec Dominik Dudys Ksawery Masiuk Kamil Sieradzki Bartosz Piszczorowicz Paweł Korzeniowski        |
| Bronzo  | Grecia  | Apostolos Christou Stergios Marios Kristián Goloméev Andreas Vazaios Odyssefs Meladinis Eyaggelos Makrygiannis |

## Record
Prima della manifestazione il record del mondo (RM) e il record dei campionati (RC) erano i seguenti.
|  | 3'08"24 | Stati Uniti | 11 agosto 2008 Pechino  |
|  | 3'08"32 | Francia     | 11 agosto 2008 Pechino  |
|  | 3'10"41 | Russia      | 17 maggio 2021 Budapest |

Durante la competizione non sono stati migliorati record.

## Programma
| Data           | Ora   | Turno    |
| -------------- | ----- | -------- |
| 20 giugno 2024 | 10:28 | Batterie |
| 20 giugno 2024 | 19:45 | Finale   |

## Risultati

### Batterie
| Pos. | Batteria | Corsia | Nazione       | Atleta | Tempo        | Note |
| ---- | -------- | ------ | ------------- | --- | ------------ | ---- |
| 1    | 1        | 7      | Serbia        | Velimir Stjepanović (48"59) Nikola Aćin (48"40) Justin Cvetkov (49"40) Andrej Barna (47"08)                                   | 3'13"47      | Q    |
| 2    | 2        | 1      | Croazia       | Nikola Miljenic (48"67) Jere Hribar (48"12) Vili Sivec (49"38) Toni Dragoja (48"96)                                           | 3'15"13      | Q    |
| 3    | 2        | 6      | Romania       | Patrick-Sebastian Dinu (49"05) Alexandru-Richard Szilagyi (49"63) Mihai Gergely (49"86) David Popovici (46"66)                | 3'15"20      | Q    |
| 4    | 1        | 4      | Germania      | Peter Varjasi (49"05) Ole Mats Eidam (48"60) Martin Wrede (48"74) Björn Kammann (48"85)                                       | 3'15"24      | Q    |
| 5    | 2        | 3      | Grecia        | Andreas Vazaios (49"26) Stergios Marios (48"56) Odyssefs Meladinis (48"61) Eyaggelos Makrygiannis (49"16)                     | 3'15"59      | Q    |
| 6    | 2        | 8      | Polonia       | Dominik Dudys (49"11) Bartosz Piszczorowicz (48"91) Paweł Korzeniowski (49"04) Mateusz Chowaniec (48"59)                      | 3'15"65      | Q    |
| 7    | 1        | 2      | Svezia        | Björn Seeliger (49"71) Elias Persson (48"86) Isak Eliasson (49"46) Marcus Holmquist (49"41)                                   | 3'17"44      | Q    |
| 8    | 1        | 1      | Israele       | Alexey Glivinskiy (49"76) Ron Polonsky (49"33) Martin Kartavi (49"26) Denis Loktev (49"29)                                    | 3'17"64      | Q    |
| 9    | 1        | 5      | Danimarca     | Frederik Lentz (49"26) Oliver Søgaard-Andersen (48"83) William Textor-Broch (50"48) Rasmus Nickelsen (49"13)                  | 3'17"70      |      |
| 10   | 1        | 6      | Austria       | Heiko Gigler (48"52) Leon Opatril (49"85) Lukas Edl (50"10) Alexander Trampitsch (49"56)                                      | 3'18"03      |      |
| 11   | 1        | 0      | Gran Bretagna | Edward Mildred (49"89) Calvin Fry (49"60) Alexander Painter (49"30) Matthew Ward (49"69)                                      | 3'18"48      |      |
| 12   | 1        | 3      | Estonia       | Lars Kuljus (49"49) Kregor Zirk (49"70) Daniel Zaitsev (49"87) Alex Ahtiainen (50"07)                                         | 3'19"13      |      |
| 13   | 2        | 9      | Bulgaria      | Kaloyan Bratanov (49"06) Deniel Nankov (49"67) Yordan Yanchev (49"79) Kaloyan Levterov (50"89)                                | 3'19"41      |      |
| 14   | 1        | 8      | Lussemburgo   | Ralph Daleiden Ciuferri (48"86) Rémi Fabiani (48"65) Joao Reisen Braga Soares Carneiro (51"90) Finn Murray Moses Kemp (50"66) | 3'20"07      |      |
| 15   | 2        | 2      | Finlandia     | Kalle Makinen (50"24) Ronny Brannkarr (50"07) Davin Lindholm (51"32) Ari-Pekka Liukkonen (50"61)                              | 3'22"24      |      |
| 16   | 2        | 7      | Lettonia      | Kristaps Mikelsons (50"92) Jegors Mihailovs (52"21) Staņislavs Šakels (51"65) Reds Rullis (50"33)                             | 3'25"11      |      |
| 17   | 2        | 5      | Albania       | Zhulian Lavdaniti (53"04) Paolo Priska (52"48) Grisi Koxhaku (53"58) Even Qarri (58"70)                                       | 3'37"80      |      |
| DSQ  | 2        | 4      | Ungheria      | Dániel Mészáros (49"20) Boldizsár Magda (49"32) Bence Szabados (48"64) Ádám Jászó                                             | Squalificati |      |
| DNS  | 2        | 0      | Svizzera      | Non partiti |              |      |

### Finale
| Pos.    | Corsia | Nazione  | Atleta | Tempo   | Note |
| ------- | ------ | -------- | --- | ------- | ---- |
| Oro     | 4      | Serbia   | Velimir Stjepanović (47"99) Nikola Aćin (48"64) Justin Cvetkov (49"41) Andrej Barna (46"86)                          | 3'12"90 |      |
| Argento | 7      | Polonia  | Mateusz Chowaniec (48"45) Dominik Dudys (48"60) Ksawery Masiuk (48"04) Kamil Sieradzki (48"16)                       | 3'13"25 |      |
| Bronzo  | 2      | Grecia   | Apostolos Christou (48"82) Stergios Marios (48"50) Kristián Goloméev (48"04) Andreas Vazaios (48"37)                 | 3'13"73 |      |
| 4       | 5      | Croazia  | Nikola Miljenic (48"94) Jere Hribar (47"77) Vili Sivec (49"09) Toni Dragoja (48"11)                                  | 3'13"91 |      |
| 5       | 3      | Romania  | David Popovici (47"22) George-Adrian Ratiu (49"48) Alexandru-Richard Szilagyi (49"49) Patrick-Sebastian Dinu (47"83) | 3'14"02 |      |
| 6       | 6      | Germania | Martin Wrede (48"75) Peter Varjasi (48"15) Björn Kammann (49"03) Ole Mats Eidam (48"63)                              | 3'14"56 |      |
| 7       | 8      | Israele  | Martin Kartavi (49"89) Ron Polonsky (49"40) Alexey Glivinskiy (48"60) Denis Loktev (49"25)                           | 3'17"14 |      |
| 8       | 1      | Svezia   | Björn Seeliger (49"98) Elias Persson (48"87) Marcus Holmquist (49"49) Isak Eliasson (49"38)                          | 3'17"72 |      |